# La Baleine (automobile)
Pour les articles homonymes, voir Baleine (homonymie).
La Baleine (The Whale, en anglais) est un concept car prototype futuriste de limousine coupé 2+2 cabriolet de 1938, du designer industriel français Paul Arzens (1903-1990). Elle est exposée avec la collection Schlumpf de la Cité de l'automobile de Mulhouse en Alsace depuis les années 1990.

## Historique
Paul Arzens (designer de l’École nationale supérieure des Beaux-Arts de Paris) créé ce premier prototype de voiture futuriste pour son époque, en 1938, dans son atelier-bureau d'études de la rue de Vaugirard à Paris (en même temps que son concept-car L'Œuf électrique),

Cité de l'automobile de Mulhouse
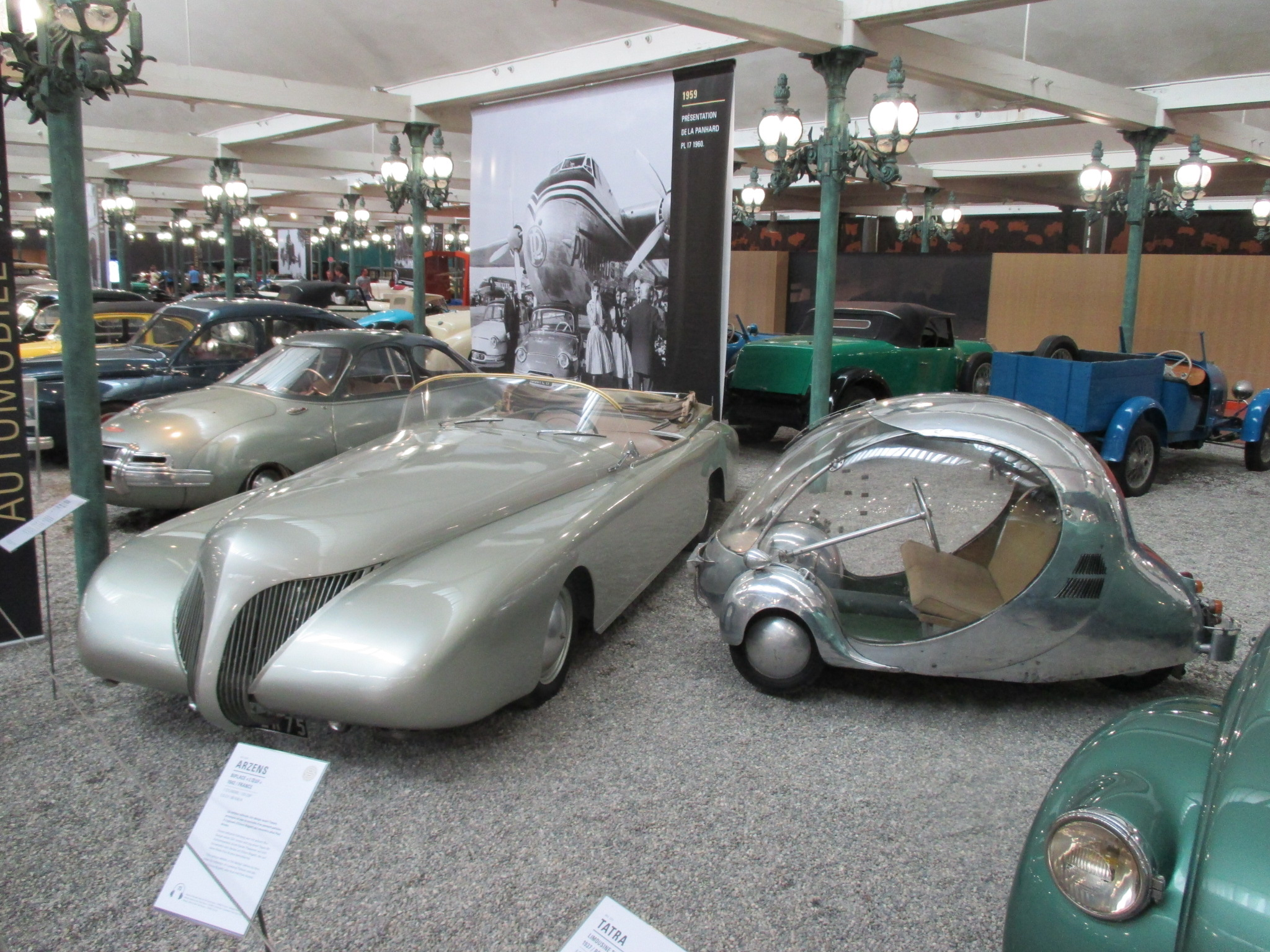
Avec L'Œuf électrique et Panhard Dynavia
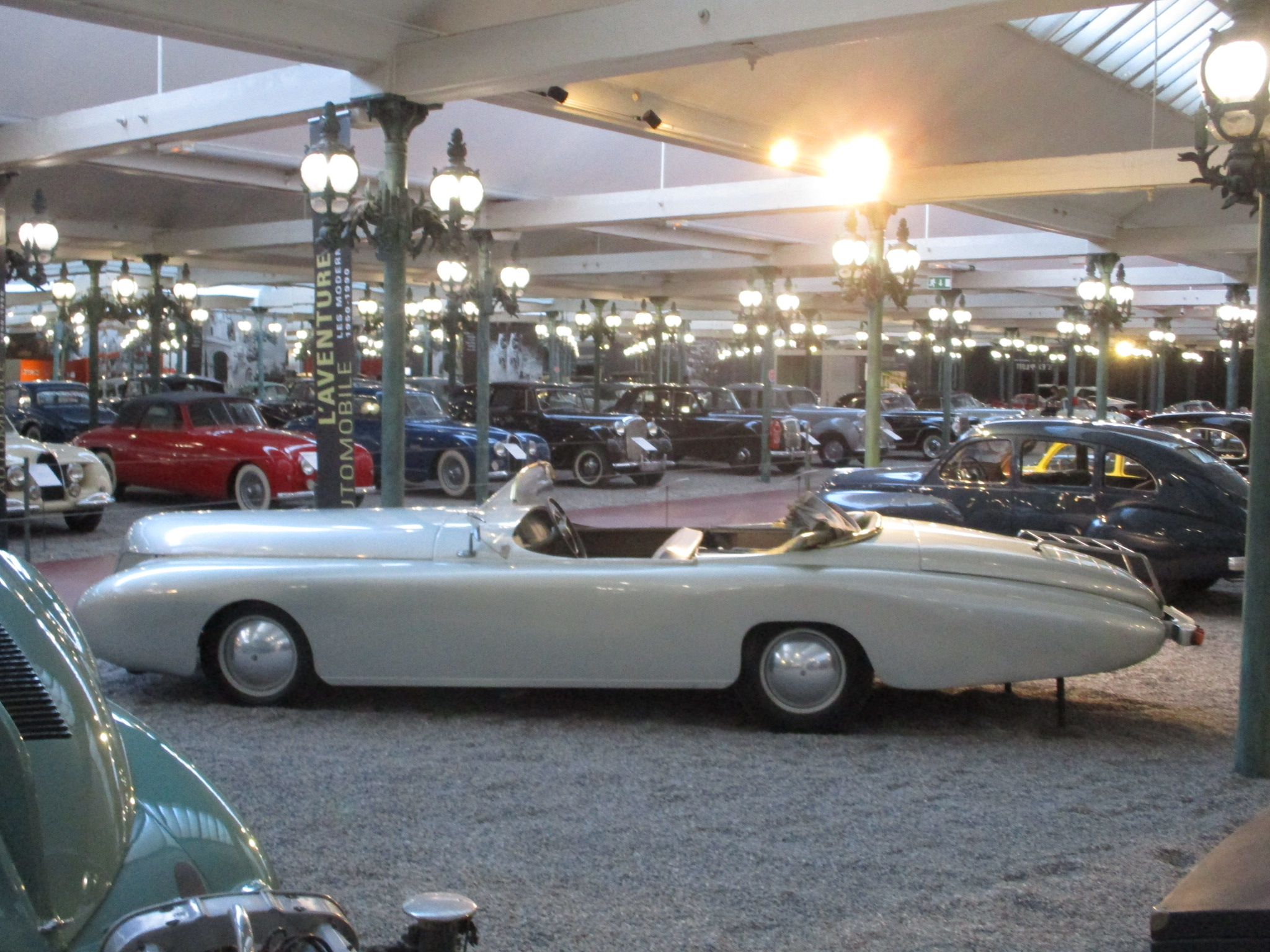
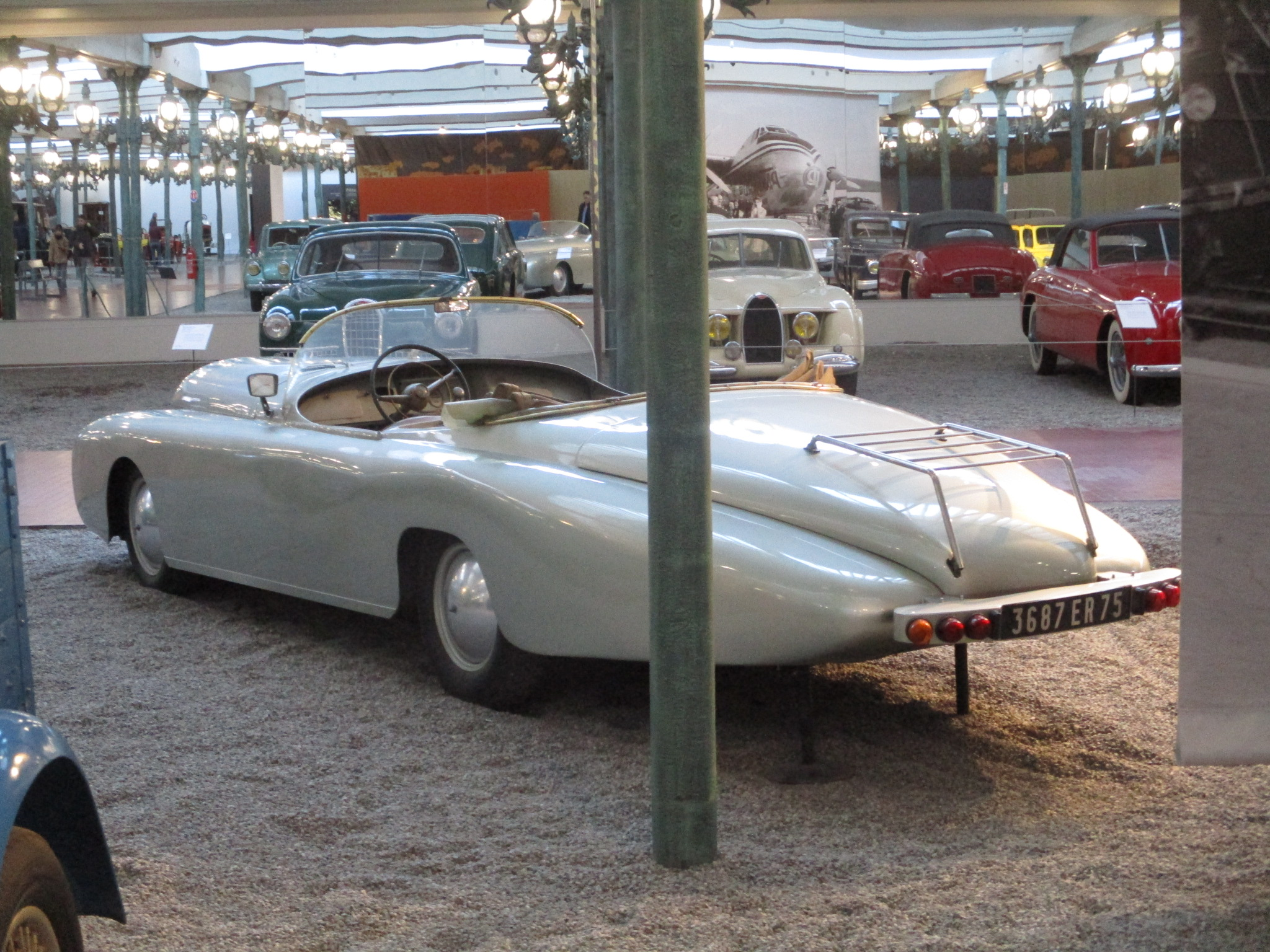

### Carrosserie

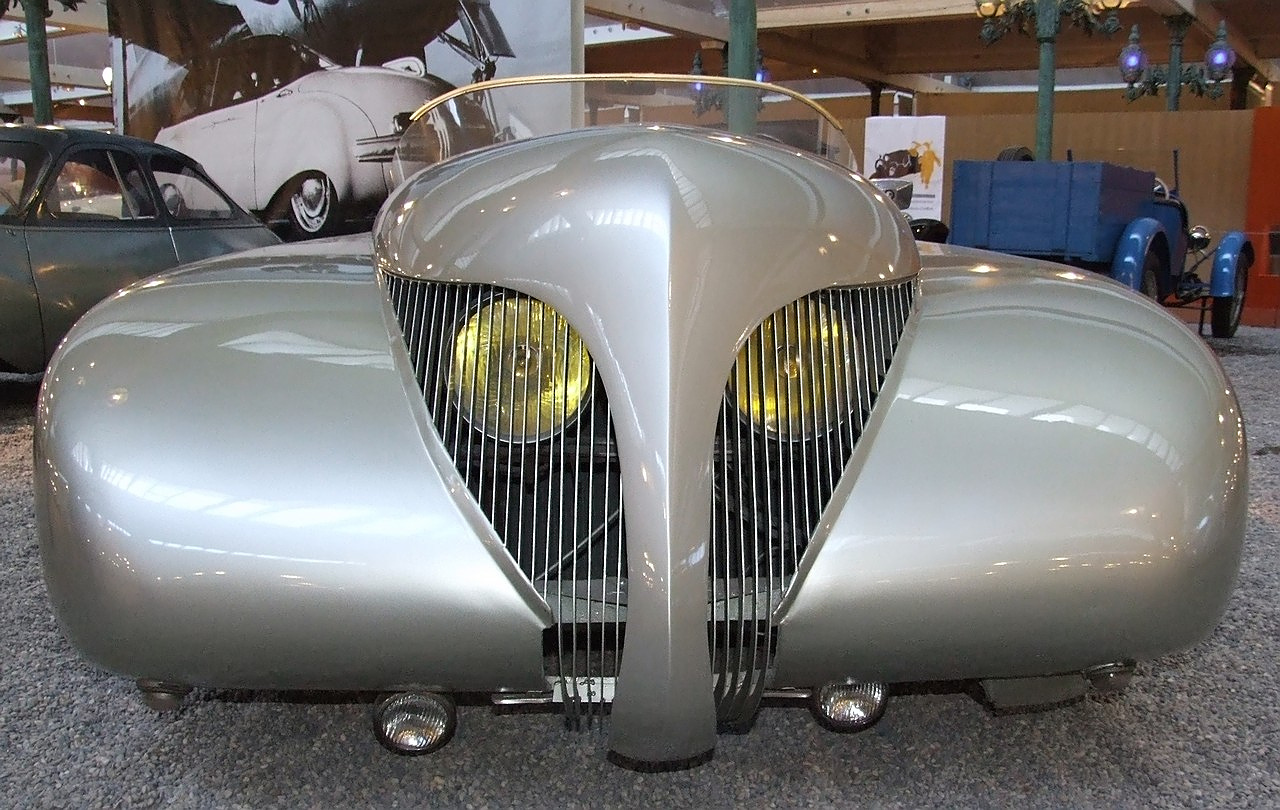

La longue carrosserie extravagante et spectaculaire en aluminium de 7 m de long (sur châssis américain de Buick Special de 1928) est inspirée du style « paquebot » Streamline Moderne Art déco en vogue des années 1930 (concurrente entre autres des concept cars Cadillac V16 Hartmann (1937), Phantom Corsair (1938), Hispano-Suiza H6 C Xenia Dubonnet (1938), ou Buick Y-Job (1938)...) et des formes aérodynamiques de l'aéronautique, et bioniques des baleines, avec phares cachés derrière la calandre-radiateur en forme de « fanons de baleine » et pare-brise panoramique.

### Motorisation
Elle est motorisée par un moteur 6 cylindres de 3,5 L, de 68 ch, pour 160 km/h de vitesse de pointe.

## Musée
Après avoir été utilisée comme voiture personnelle par Paul Arzens jusqu’à sa mort en 1990, elle entre par dation dans les collections du musée des Arts et Métiers avec L'Œuf électrique, le Carrosse et la carrosserie de la voiture électrique. Elles est mise en dépôt à la Cité de l'automobile de Mulhouse en Alsace, où elle est exposée depuis.
Elle inspire les formes de sa Peugeot 402 Paul Arzens (1946, depuis accidentée et disparue), et autres voitures du Loup de Tex Avery (1942), Batmobile (1989), Chrysler Atlantic (1995), Holden Efijy (2005), ou Mercedes-Maybach Vision 6 (à calandre-radiateur en forme de « fanons de baleine, de 2016)...

## Bande dessinée
- Spirou conduit une La Baleine dans quelques bulles de ses aventures du périodique de bande dessinée du dessinateur Olivier Schwartz[8],[9],[10].